# Magnus Dahlberg
Magnus Dahlberg, född 6 juni 1971 i Malmö, är en svensk kompositör.

## Filmmusik
- 2006 - Thin Ice, dokumentärfilm
- 2006 - Nationalmuseum, dokumentärfilm
- 2005 - Toyota, Scan samt Danska Lotto, reklamfilmer
- 2004 - Den Tyske Hemmelighed
- 2004 - Det gula märket
- 2003 - Tillfällig fru sökes
- 2003 - Studio 24 (Roy Anderssons rum)
- 2002 - Klatretøsen
- 2001 - Så vit som en snö